# Acaia

El Peloponès, a l'Antiguitat (versió interactiva)

Acaia (grec antic: Ἀχαΐα, Akhaía) fou un territori de l'antiga Grècia poblat pels aqueus i que es correspon, a grans trets, amb l'actual unitat perifèrica d'Acaia. Es trobava a la costa nord del Peloponnès, al sud del golf de Corint. És una regió muntanyosa situada entre la mar i cims que arriben als 2.000m.

## Geografia
La muntanya principal estava situada damunt de la ciutat de Patres, i Polibi l'anomena Mont Panacaic (Παναχαϊκὸν ὄρος). Vora la costa hi havia els promontoris de Drèpanon (Δρέπανον), a la punta nord del Peloponnès; de Ríon (Ῥίον), el més pròxim a Etòlia; i l'Araxos (Ἄραξος), al límit entre l'Acaia i l'Èlida.
Els rius principals eren el Cratis, que naixia a l'Aroania, i el Peiros (dit també Aquelou), que naixia a l'Erimant. Altres rius eren, d'est a oest: el Sites o Sis (Σύθας, Sythas o Σῦς, Sys), al límit entre Acaia i Siciònia, que neix al mont Cil·lene i desemboca a l'actual Xilocastre; el Crios (Κριός); el Buraic (Βουραϊκός), que desemboca a l'antiga Bura; el Cerinites (Κερυνίτης), que passava per Cerinea; el Selinunt (Σελινοῦς); el Meganites (Μεγανίτας) i el Fènix (Φοῖνιξ), nascuts a la cara est del Panacaic; el Bolineu (Βολιναῖος), el Selemnos (Σέλεμνος), el Caradros (Χάραδρος), el Mèlicos (Μείλιχος) i el Glaucos (Γλαῦκος), nascuts a la cara oest del Panacaic; i el Larissos, al límit entre Acaia i l'Èlida. Alguns eren només rierols que no portaven aigua a l'estiu.

### Ciutats
Es deia que els aqueus tenien dotze ciutats. Heròdot i Polibi n'esmenten dotze, però difereixen en dues. Aquestes ciutats eren:
- Pel·lene (de la qual depenien Oluros i Gonoessa)
- Egira (amb la fortalesa de Fèl·loe)
- Eges, en decadència després del període clàssic.
- Bura
- Cerinea, no esmentada per Heròdot.
- Hèlice, destruïda el segle iv aC per un terratrèmol i desapareguda.
- Ègion (amb les dependències de Lèuctron i Eríneon)
- Ripes, en decadència després del període clàssic.
- Patres (amb les dependències de Boline i Argira)
- Òlenos (amb les dependències de Peires i Euritees), en ruïnes en temps d'Estrabó.
- Dime (amb les dependències de Teicos, Hecatombèon i Làngon)
- Fares
- Leòntion, no esmentada per Heròdot.
- Tritea

## Història

### El relat mític
La tradició diu que antigament Acaia s'anomenava Egialea (grec antic: Αἰγιάλεια o Αἰγιαλός, en grec la Costa) i que els pobladors primitius eren pelasgs, anomenats egialeus; més tard, els jonis envaïren el país i substituïren la població pelàsgica. Segons el mite, Ió (heroi epònim dels jonis), fill de Xutos, va arribar provinent de l'Àtica amb un gran exèrcit, es va aliar a Selí, rei del país, i es va casar amb la seva filla Hèlice i després el va succeir al tron. Amb l'arribada dels doris al Peloponnès, els aqueus hagueren de fugir, i es refugiaren al nord, a Egialea, on es trobaren amb els jonis. Liderats pel seu rei Tisamen (fill d'Orestes), els aqueus derrotaren els jonis, que fugiren cap a l'est, a l'Àtica i cap a la futura Jònia. Els aqueus, al seu torn, s'ensenyoriren del seu nou país, reanomenat Acaia per causa seva. Aquest és el relat mític per explicar el nom d'Acaia i el dels seus pobladors, i per connectar llur nom amb el dels aqueus dels poemes èpics, terme que no fa referència a una raça hel·lènica sinó al conjunt de tots els hel·lens.
No obstant això, cal remarcar que Homer no fa cap esment dels jonis d'Egialea, sinó que, de fet, és Agamèmnon qui és senyor d'aquelles terres. En qualsevol cas, tot plegat es tracta d'un relat llegendari per donar sentit al fet que els aqueus històrics i els aqueus homèrics no habitassin les mateixes contrades. Modernament, sembla clar que els aqueus històrics foren part del contingent dori arribat durant l'edat fosca grega, car el seu dialecte és gairebé indestriable del dels seus veïns eleus i etolis; al seu torn, els descendents dels aqueus homèrics semblen més aviat els arcadis, car el seu dialecte resulta força pròxim al de les tauletes micèniques.
Es deia que el jonis habitaven en petites viles i que els aqueus, quan conqueriren el país, bastiren ciutats unint diversos d'aquests llogarets: Patres es va formar per la unió de set pobles, Dime de vuit, i Ègion de la unió de set o vuit. Els aqueus es distribuïen en dotze ciutats i el seu territori estava dividit en set o vuit demos. Es diu que el nombre de dotze el van prendre dels jonis, que havien dividit el país en dotze parts quan van ocupar el país, i per això la Lliga Aquea estava formada per dotze ciutats. Aquestes ciutats formaven un estat dirigit per reis pretesament successors de Tisamen, fins a Ogigos, que va ser el darrer i després es va abolir la monarquia.

### Època arcaica i clàssica
Abolida la monarquia, cada polis formava una comunitat política independent. Mantenien una certa unió, afavorida per la unitat ètnica i proximitat geogràfica, però més de caràcter religiós que no pas polític. Sembla que ja llavors s'establí alguna mena d'unió entre totes les ciutats, però inicialment tenia una finalitat principalment religiosa, amb sacrificis i jocs públics, on es debatien qüestions que interesseven a tothom.
En general, es van mantenir neutrals en les guerres (ni tan sols van prendre part a les Guerres mèdiques) i eren una regió pròspera fins al temps de Filip. El 454 aC van ser aliats d'Atenes, però el 445 aC, quan es va establir la pau amb Esparta per trenta anys, Acaia va caure sota la influència espartana. En la Guerra del Peloponès, només Pel·lene era aliada d'Esparta i la resta es va mantenir neutral, fins que, avançat el conflicte, Patres es va posar al costat d'Atenes. Quan Hèlice va ser destruïda per un terratrèmol l'any 373 aC, la seu de la Lliga es va traslladar a Ègion i el déu protector va passar a ser Zeus Homàrios i també Demèter. El 338 aC, en la Batalla de Queronea, van estar al costat d'Atenes i de Tebes, i van ser derrotats pels macedonis. El 330 aC, la Lliga es va unir a Esparta (menys Pel·lene) i va ser derrotada amb la resta dels grecs a Mantinea. La lliga va romandre molt debilitada i no va poder participar en la Guerra de Làmia després de la mort d'Alexandre el Gran.

### Època hel·lenística
La Lliga Aquea es formalitzà el 280 aC com a unió de ciutats aquees per aidar-se en l'expulsió del poder macedoni dels seus dominis. La Lliga prengué gran importància quan Arat de Sició persuadí els sicionis d'incorporar-se a la Lliga Aquea, i a partir de llavors començà un període d'auge en què gran nombre de ciutats peloponnèsies s'unien a la lliga, que s'erigia en bastió contra el poder macedoni. Durant aquest període, un dels seus rivals fou la Lliga Etòlia, partidària dels macedonis.
La lliga renovada va ser un dels cossos polítics més importants de Grècia. Tenia com a objectiu polític la unió de les ciutats estat, mantenint un autogovern intern complet. Una assemblea federal (Synedrion) es reunia dos cops a l'any (a Ègion, encara que més tard va passar a Corint o altres ciutats que es van unir a la Lliga), en la qual tenien dret de paraula tots els ciutadans de més de trenta anys, i les votacions eren per majoria de ciutats. A més de l'assemblea, hi havia un consell (Boulé) que decidia les qüestions a sotmetre a l'assemblea. La Lliga la dirigia un estrateg tan civilment com militar, i també existia un comitè permanent de deu membres (demiürgs), segurament un per cada ciutat; totes aquestes funcions duraven un any i l'estrateg no podia ser reelegit fins passat un any, i si moria exercint, el seu antecessor agafava el càrrec fins al final del mandat.
Finalment, la Lliga es veié obligada primer a recórrer a l'ajuda del mateix Regne de Macedònia i, més tard, dels romans, aquesta vegada per enfrontar-se als macedonis, ara sota el lideratge de Filopemen. Aquest període de subordinació a Roma comportà una pèrdua de llibertat política, que portà a la revolta contra Roma; però la superioritat militar romana acabà amb tots els anhels de llibertat dels peloponnesis, i així el 146 aC la Lliga Aquea s'incorporà a la República com a província romana: la província romana d'Acaia, que incloïa tot el Peloponnès, l'Àtica, Beòcia, Eubea i Etòlia i que prenia el nom de la Lliga Aquea.

### Província romana
Hi ha historiadors que han fet notar que no és clar que la província es constituís com a tal el 146 aC, i sembla possible que primer els romans exercissin el poder a Grècia d'una manera més informal. La Lliga fou desarticulada, però sembla que les ciutats conservaren llur independència, per bé que subordinada als interessos romans. És possible que es constituís en província durant la reestructuració provincial d'August. Sembla que Neró va abolir la província i va concedir la llibertat als grecs, però Vespasià la va reimplantar. Hi ha constància que, en temps de Justinià, encara la governaven procònsols.

### Edat mitjana
Cap al segle vii començaren a arribar migracions d'eslaus que s'establiren a Acaia. Després de la Quarta Croada el segle xiii, es creà un estat al Peloponnès que rebé el nom de Principat d'Acaia i que romangué independent fins al segle xv, quan es reincorporà a l'Imperi Romà d'Orient. Pocs anys més tard, però, fou conquerit per l'Imperi Otomà, del qual formà part fins a la independència de Grècia, el segle xix, moment en què es constituí en la unitat perifèrica d'Acaia.